# سكوت غريفين
سكوت غريفين هو شخصية أعمال كندي، ولد في 1938.